# 니시테쓰 고속버스

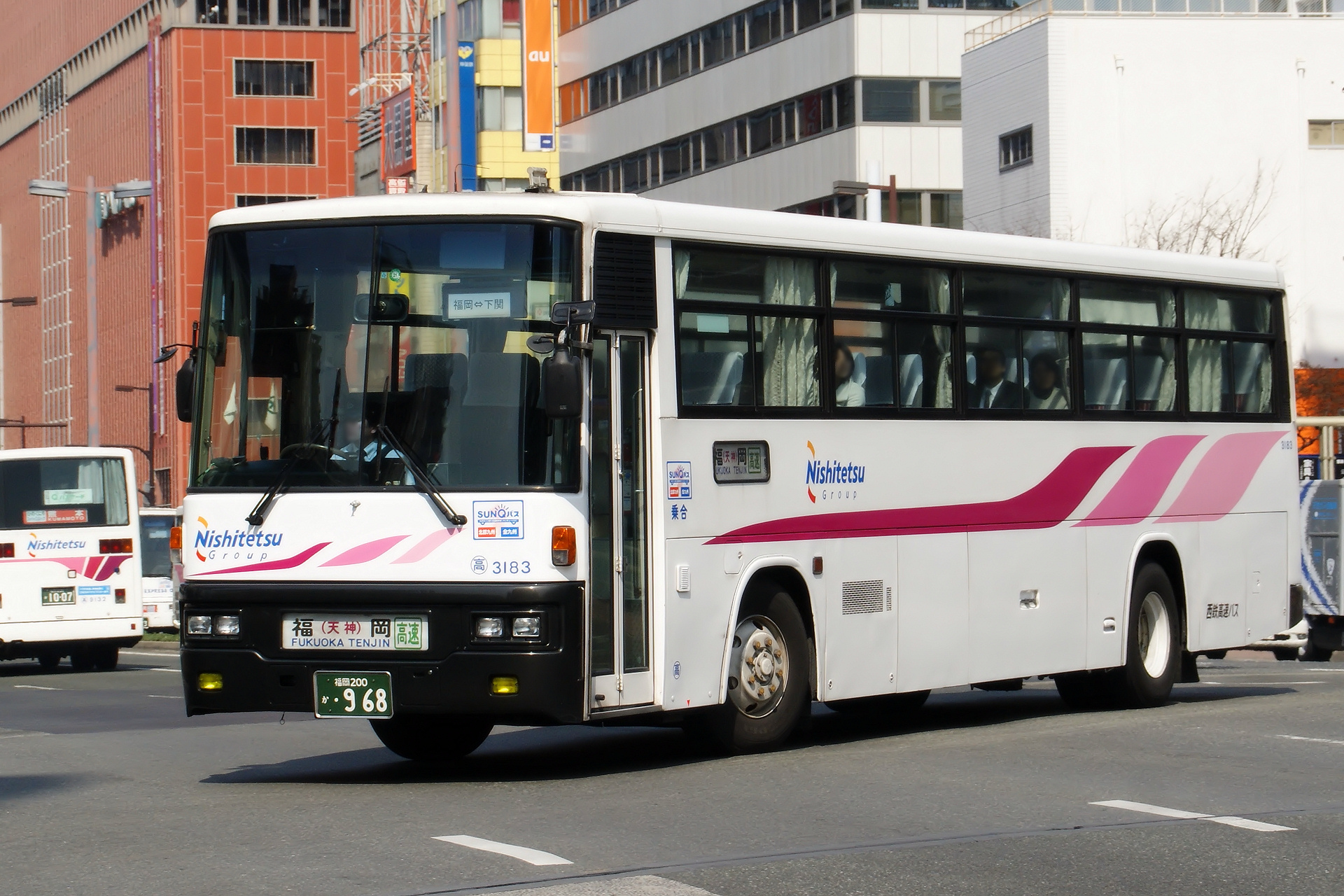
고속버스 (후쿠후쿠 덴진호)
해당 차량은 미쓰비시·후소 버스의 에어로 버스 KC-MS829P 모델로, 현대 에어로의 원형 차종이다.

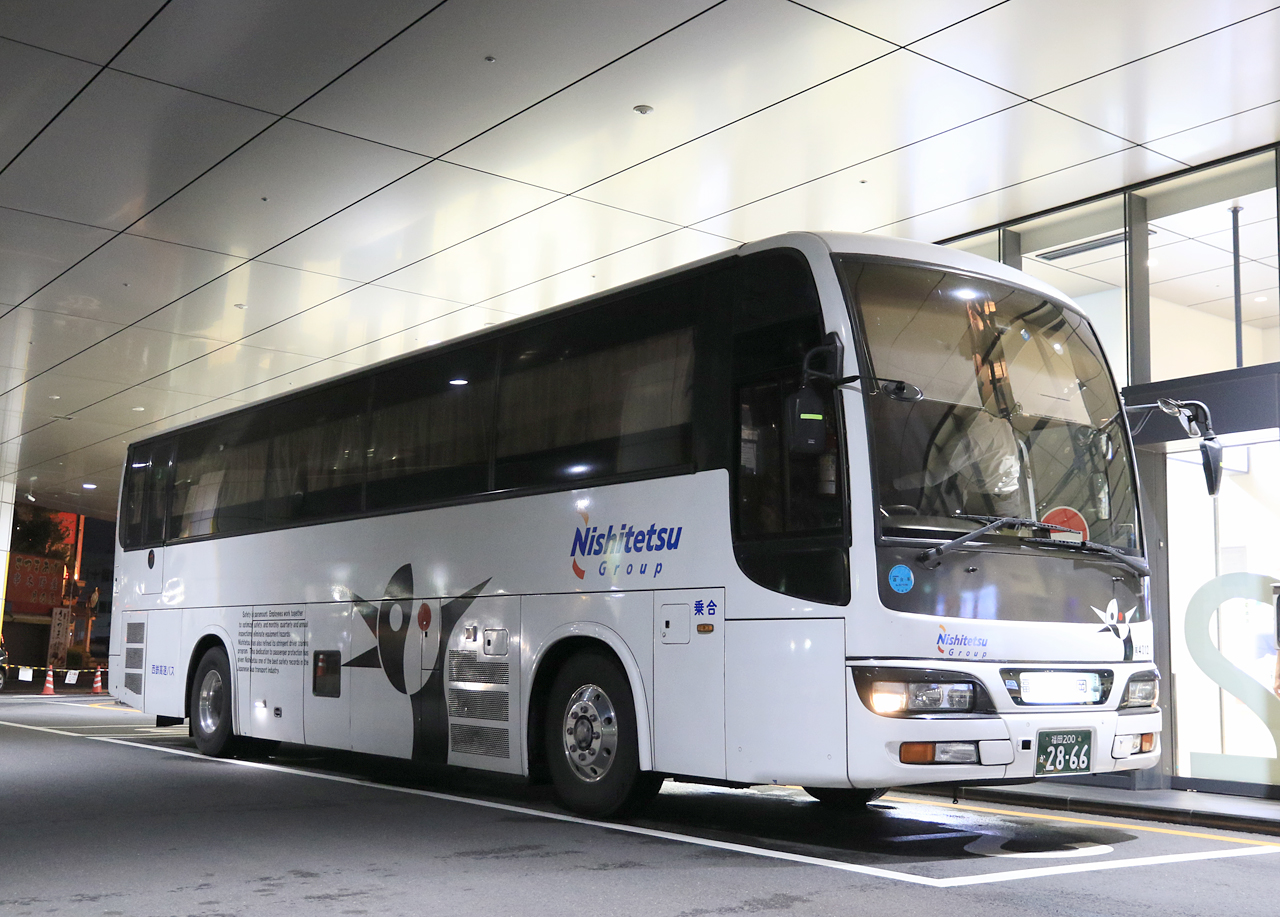
사쿠라시마호 (야간편 전용으로 운행)

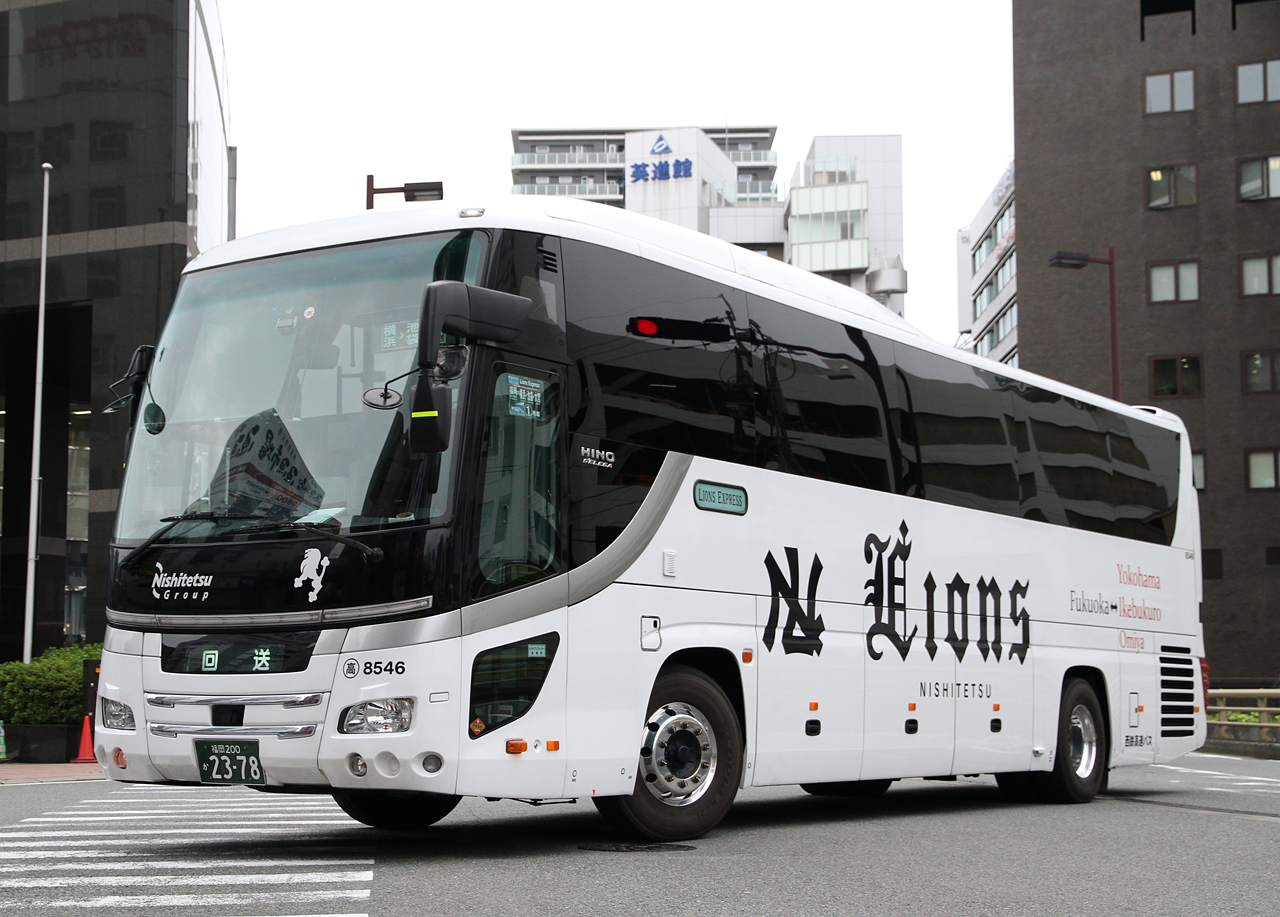
라이온즈 익스프레스

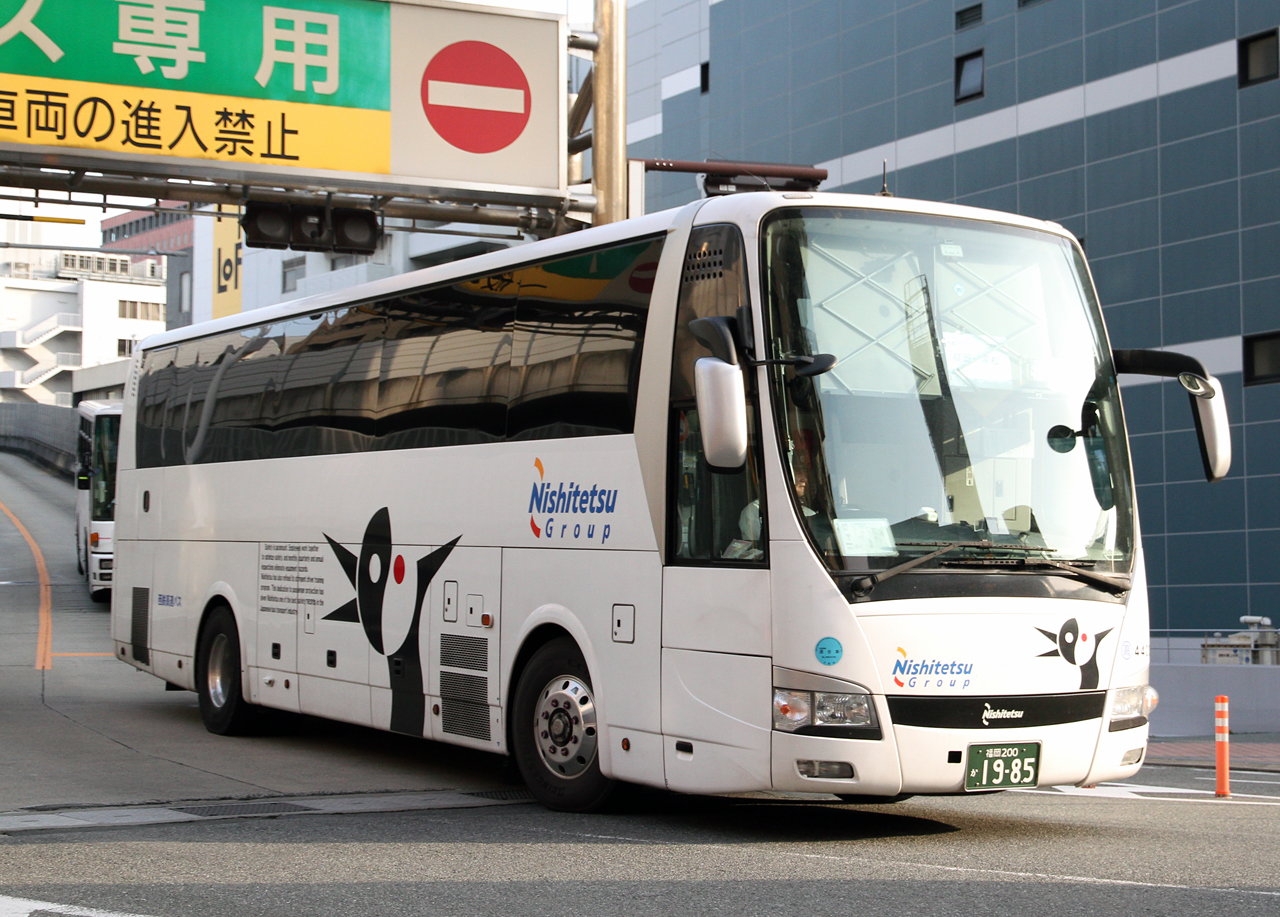
사누키 익스프레스 후쿠오카호

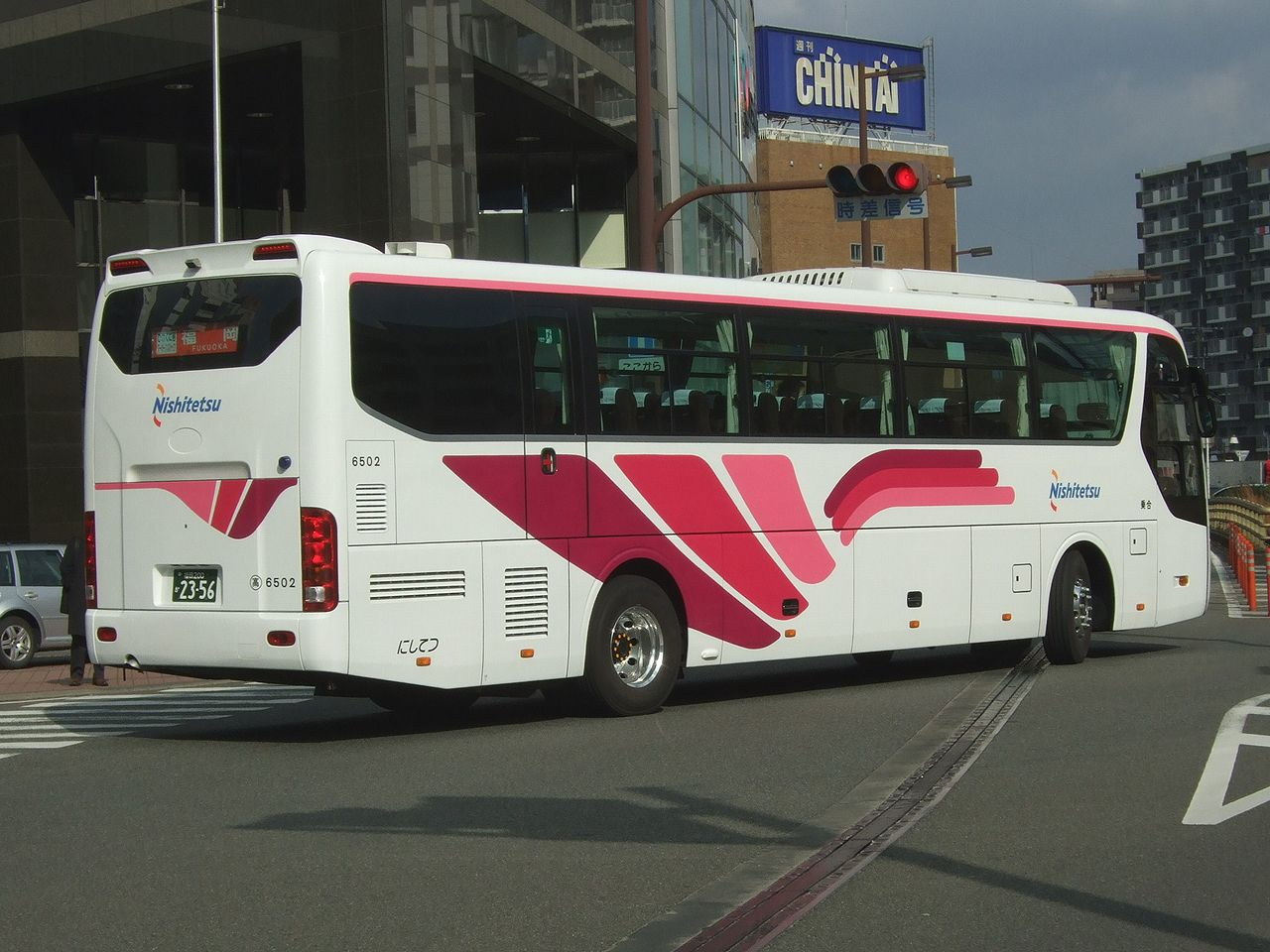
니시테쓰 버스 후쿠오카지사에서 직접 관리하고 있는 고속버스 차량으로, 현대 유니버스 차종이다.

니시테쓰 고속버스(일본어: 西鉄高速バス)는 본래부터 후쿠오카현 후쿠오카시에 본거지를 두고, 일반적으로 고속버스의 운행을 시작한 니시테쓰 그룹의 노선 버스 사업자이다. 통상적으로 현재까지 니시테쓰 그룹이 운행하고 있는 고속버스라고 표현된다. 형식상 설립된 시기는 2000년 4월 6일에 정식으로 설립되었으며 본래의 업종은 일반적인 여객자동차운송사업으로 등재되어 있어, 자본금 5,000만 엔의 규모를 가지고 있으며, 294명의 종업원을 보유하고 있다. 주요 주주는 서일본 철도가 100%의 지분을 가지고 있다. 한국으로 치면 금호고속과 비슷한 규모에 해당된다. 그리고 2019년 4월 1일에는 모회사인 서일본 철도가 니시테쓰 고속버스에 대한 운영권이 변경된 과정상 사업을 분할시킨 뒤 흡수 합병된 형태로 해산되었다. 해산하는 즉시 후쿠오카 지구의 고속버스 사업은 모회사인 서일본 철도에 직속으로 관장하고, 기타큐슈 지구의 고속버스 사업을 니시테쓰 버스 기타큐슈로 넘어가는 체제로 개편되었다. 운행 노선은 야마구치현 시모노세키시로 향하는 고속버스도 존재하며, 이 노선은 산덴 버스와 공동 배차하는 특이 사항을 두고 있다. 해당 노선을 한국 노선으로 빗대면 광주 ~ 전주 간 고속버스 노선으로 대응된다.

## 같이 보기
- 니시테쓰 버스
- 니시테쓰 버스 기타큐슈
- 서일본 철도